# Elektron (Legierung)

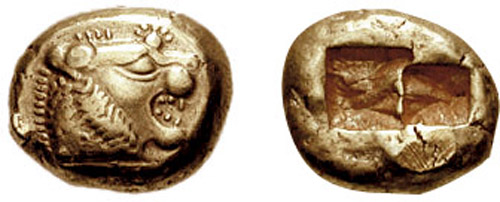
Lydische Elektron-Trite (⅓ Stater), frühes 6. Jahrhundert v. Chr.; Av: brüllender Löwenkopf mit aufgerissenem Rachen nach rechts und „Augenwarze“; Rv: doppelte Quadrata incusa, 4,71 g

Als Elektron oder Elektrum (von griechisch ήλεκτρον ḗlektron, deutsch ‚Bernstein‘, später lateinisch electrum ‚Bernstein, Silbergeld‘) bezeichnet man eine ursprünglich mineralische Legierung aus Gold und Silber, die später auch künstlich hergestellt wurde. Gold kommt in der Natur nur selten in Reinform (als Nuggets) vor. Durch einen hohen Silberanteil hat Elektron eine blassere Gelbfärbung als reines Gold, allerdings tritt durch die Sulfidierung des Silbers an der Luft rasch eine dunklere Verfärbung ein. Das natürliche Elektron enthält – neben dem Silber – häufig auch noch einen meist geringen Kupferanteil. Der Goldanteil der mineralischen Elektron-Legierungen ist stark schwankend und kann zwischen etwa 90 % und 20 % liegen, typisch um 73 %. Silber mit einem Goldanteil unter 10 % wurde früher als güldisches Silber bezeichnet.

## Entwicklung
Ursprünglich hielt man Elektron für ein eigenständiges Metall. Die ältesten bekannten Münzen aus Lydien aus dem 7. Jahrhundert v. Chr. wurden aus Elektron geprägt, wodurch es zur ältesten Münzlegierung wurde. Ebenso bestehen frühe keltische Münzen häufig aus Elektron. Bekannte Elektronvorkommen in der Antike lagen in Kleinasien und Spanien. Neben der Münzprägung wurde Elektron auch für Schmuckgegenstände verwendet.
In Lydien wurden 4,7-Gramm-Münzen in Elektron geprägt, was ⅓ Stater (Standard) entspricht. Drei dieser Münzen (mit einem Gewicht von ungefähr 14,1 Gramm, fast eine halbe Unze) ergaben einen Stater, den Lohn eines Soldaten für ungefähr einen Monat. Um den Stater zu ergänzen, wurden Bruchteile gemacht: die Trite (Drittel), die Hekte (Sechstel) und so weiter, bis zum 24. Teil eines Stater und sogar hinunter bis zu 1/48 und 1/96 eines Stater. Der 1/96 Stater war nur ungefähr 0,14 bis 0,15 Gramm schwer. Höhere Nennwerte, wie ein ganzer Stater, wurden ebenso geprägt.
In der Antike, vor allem in Ägypten und in Griechenland, wurde Elektron vielfältig verwendet und wegen seiner „dunklen Farbe“ besonders verehrt. Es zierte z. B. die Spitzen der großen Obelisken der Hatschepsut in Karnak. Ebenso war der Abschluss-Stein von ägyptischen Pyramiden, das Pyramidion, wohl oft anfänglich mit Elektron überzogen und strahlte daher im Sonnenlicht. Beliebt war Elektron auch bei den Hunnen.
Vermutlich hat die Legierung den Namen vom ähnlich gefärbten Bernstein übernommen, der im Griechischen auch elektron genannt wird. Es kann angenommen werden, dass das in frühen antiken griechischen Quellen als Asem erwähnte goldhaltige Metall der Legierung Elektron entspricht. Das antike Elektron hat nichts mit der gleichnamigen modernen Leichtmetall-Legierung zu tun.
Siehe auch Billon als Münzlegierung.